# Kanton Coeur de Puisaye
Cœur de Puisaye is een kanton van het Franse departement Yonne. Het kanton maakt deel uit van het arrondissement Auxerre.
 Het telt 15.892 inwoners in 2018.

Het kanton Cœur de Puisaye werd gevormd ingevolge het decreet van 13 februari 2014 met uitwerking op 22 maart 2015. 

## Gemeenten
Het kanton omvat volgende gemeenten :
- Beauvoir
- Bléneau
- Champcevrais
- Champignelles
- Diges
- Dracy
- Égleny
- Fontaines
- Lalande
- Lavau
- Leugny
- Mézilles
- Moulins-sur-Ouanne
- Parly
- Pourrain
- Rogny-les-Sept-Écluses
- Ronchères
- Saint-Fargeau
- Saint-Martin-des-Champs
- Saint-Privé
- Tannerre-en-Puisaye
- Toucy
- Villeneuve-les-Genêts
- Villiers-Saint-Benoît